# Ньюфаундленд (домініон)

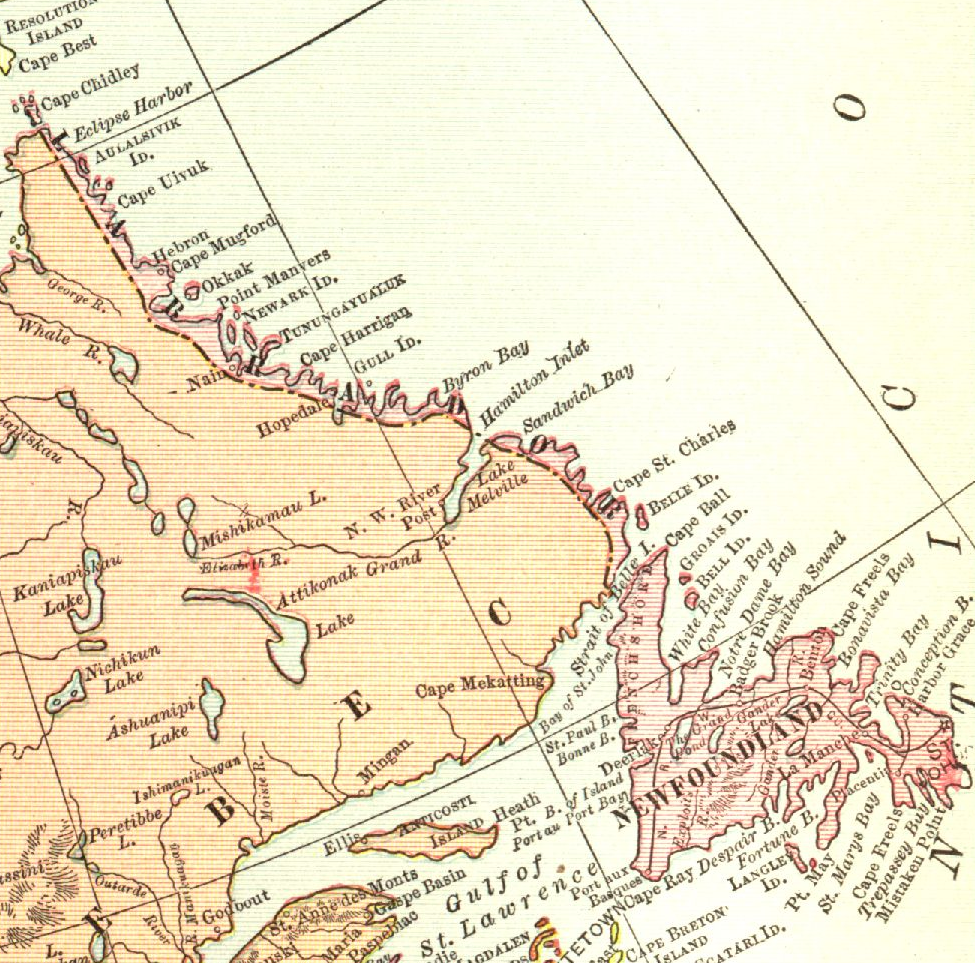
Карта 1912 року

Ньюфаундле́нд — британський домініон на території теперішньої провінції Канади Ньюфаундленд і Лабрадор. Був створений 26 вересня 1907 року перетворенням з однойменної колонії та підтверджений Декларацією Бальфура 1926 року й Вестмінстерським статутом 1931 року. Містив острів Ньюфаундленд та Лабрадор на материковій частині. Ньюфаундленд був одним із первинних «домініонів» у значенні Декларації Бальфура і відповідно мав конституційний статус, еквівалентний іншим домініонам того часу.
У 1934 році Ньюфаундленд став єдиним домініоном, який відмовився від свого самоврядного статусу, що закінчило 79 років самоврядування. Цей епізод стався через кризу в державних фінансах Ньюфаундленда в 1932 році. Ньюфаундленд накопичив значну суму боргу, побудувавши залізницю через острів, яка була завершена в 1890-х роках, і створивши власний полк під час Першої світової війни.
У 1855 острів Ньюфаундленд здобув право на місцеве самоврядування. Відсутність якихось значних економічних і культурних зв'язків Ньюфаундленду з іншими британськими колоніями в Північній Америці не сприяло зміцненню та політичного союзу з ними. У 1869 році місцевий уряд відмовився від вступу до Канадської конфедерації, і політична відособленість Ньюфаундленду від інших провінцій сучасної Канади зберігалася ще протягом 80 років.
26 вересня 1907 р. Ньюфаундленд разом з Новою Зеландією здобув статус домініону.
У 1927 р. до Ньюфаундленду рішенням британського парламенту було приєднано значну частину (близько 300 тис. км ²) півострова Лабрадор. Належність цієї території Ньюфаундленду довгий час заперечувалося провінцією Квебек, до складу якої ввійшла інша частина півострова. Партія Національний союз, що перебувала тоді у Квебеці при владі в 1936—1960 роках, продовжувала вважати весь Лабрадор частиною території Квебеку.
У 1934 р. в результаті світової економічної кризи господарство Ньюфаундленду прийшло до цілковитого фінансового краху — настільки глибокого, що місцеве самоврядування було скасовано, і колонія перейшла під управління призначеної Лондоном спеціальної комісії.
У 1948 р проведено референдум щодо майбутнього колонії, на якому незначною більшістю (52 %) перемогли прибічники приєднання до Канадської федерації.